# Stage王座
《Stage王座》（羅馬化：Banlang Luk Thung）是一部由Anda 99 Company Limited制作，阿塔蓬·提玛功（Noom）执导，苏缇宛·塔维辛（Bitoey）、宝瓦丽·彭琵蒙（Pao）领衔主演，友塔纳·布格朗（Toomtam）和齐纳吾·英塔拉库辛（Chin）主演的泰国音乐喜剧电视剧，于2024年3月23日起每周六周日晚上8点05分通过Workpoint TV播出，同日晚间10时在Netflix上架。

## 演员阵容

### 主要演员
- 苏缇宛·塔维辛 饰演 Kaeota（Kaeo）
- 宝瓦丽·彭琵蒙（英语：Paowalee Pornpimon） 饰演 Khwanjai
- 友塔纳·布格朗 饰演 Sao-ek
- 齐纳吾·英塔拉库辛 饰演 Mahannop

### 其他演员
- 特林·塞塔乔 饰演 Rong，Mahannop的父亲
- 提拉查特·提拉维塔亚固
- 颂蓬·库纳普拉通
- 坎迪·拉卡恩（Candy Rakkaen） 饰演 Judy
- 阿帕帕特·素可莎瓦德楚 饰演 Malila
- 通通·摩乔克 饰演 Thatsanai
- 蒙库尔·萨阿特布尼亚帕特 饰演 Thin
- 皮玛拉·查伦芭迪 饰演 Phanna
- 娜茹蒙·彭苏帕 饰演 Yanee
- 拉差瓦特·克里普恩 饰演 Suwit

### 客串演员
- 塔纳蓬·桑马普罗 饰演 Phon Song，Kaeota、Khwanjai的父亲
- 塔瓦汕·普棱西里瓦 饰演 Pete
- 桑蒂苏克·普罗姆西里
- 班迪·通迪 饰演 Odd
- 苏拉萨克·猜亚 饰演 Chatri老师，Sao Ek的父亲

## 制作
Anda 99 Company Limited制作方与工分娱乐在曼谷巴吞旺县拉玛一世路的centralwOrld购物中心前的象头神神社举行了一场祭拜仪式，祈求开播顺利。此剧原定于2022年4月21日播出，但因为苏缇宛·塔维辛的诉讼延迟至2024年3月23日播出。

### 选角
此剧演员阵容除了知名Luk thung歌手苏缇宛·塔维辛（Bitoey）和宝瓦丽·彭琵蒙（Pao），也找来了泰国歌手友塔纳·布格朗（Toomtam）和齐纳吾·英塔拉库辛（Chin）出演。此外，还有许多技艺高超的演员前来助阵。